# Orphen, el bruixot
Orphen, el bruixot (魔術士オーフェン, Majutsushi Ōfen) és una sèrie manga japonès ideada per Yoshinobu Akita i dibuixada per Yuuya Kusaka. Posteriorment, va ser adaptat a una sèrie animada de televisió. El manga es va publicar a la revista Dragon Jr. de l'editorial Fujimi Shobō. A Catalunya, va ser emesa per Televisió de Catalunya al desaparegut canal K3 (actualment súper3) el 19 de febrer de 2003. També es va emetre la seqüela de la sèrie: Orphen el bruixot: la revenja, pel mateix canal.

## Argument
L'Orphen, un jove bruixot, emprèn un viatge per salvar l'Azalea, la seva mestra i amiga de la infància. Aquesta s'ha convertit en un terrible drac conegut com a Bloody August. Per això haurà de dominar el gran poder de l'espasa de Varthanders. Juntament amb els deixebles, en Majic i la Creao, l'Orphen buscarà el drac al que li haurà de clavar l'espasa al cor. Malgrat tot, la Cort de la Torre de l'Ullal, vol matar el Bloody August per salvar la seva reputació i intentaran recuperar l'espasa així com impedir que l'Orphen aconsegueixi el que es proposa.
La continuació anomenada Orphen el Bruixot: la revenja narra una història completament diferent. Tot comença amb una noia que afirma pertànyer a l'Ordre de Cavalleria. Ella busca a l'Orphen per acompanyar-lo a la seu. Durant el viatge, els acompanyants de viatge descobriran més coses sobre el passat de l'Orphen i s'enfrontaran a monstres enviats per un antic enemic.
Tot i ser una sèrie d'animació força èpica, aquesta té uns tocs d'humor que fan la història molt atractiva.

## Personatges
- Orphen

Seiyū: Showtaro Morikubo
Veu de doblatge: Marc Zanni
Protagonista de la sèrie. És un bruixot de 20 anys de la famosa Cort de la Torre de l'Ullal.
- Cleao Everlasting

Seiyū: Mayumi Iizuka
Veu de doblatge: Gemma Ibáñez
Una noia de 17 anys. És filla d'una família rica, és guapa, té molt de caràcter, és aprofitada i descarada. A mesura que va abançant la història, mostra cert intères per l'Orphen.
- Majic Lin:

Seiyū: Omi Minami
Veu de doblatge: José Javier Serrano
Aprenent de l'Orphen. És timid i callat. Té 15 anys i és amic de la Creao. És bon estudiant i apren tot el que pot del seu mestre. A la segona temporada entra com a alumne a la Torre de l'Ullal.

## Manga
El primer volum de Sorcerous Stabber Orphen narra la història de l'Azalea i l'interès i l'atracció que sent l'Orphen en vers ella. Són amics que es coneixen des de fa si anys. El primer manga es casi exacte en el capítol 8 d'"Orphen, el bruixot" (titulat "Azalea") on parlen d'ella. La història del manga segueix l'anime, però també les novel·les. Hi ha alguna informació que la donen més d'hora o més tard depenent del manga o l'anime.
El manga Sorcerous Stabber Orphen va ser creat per Yoshinobu Akita i Yuuya Kusaka. El manga està separat per dues parts: Majutsushi Orphen Haguretabi, que té sis volums. L'altra part és: Majutsushi Orphen MAX, també separada en sis volums.

## Anime
La sèrie d'anime d'Orphen, el bruixot està dividit en dues temporades ben diferenciades. Situa l'espectador en un món fantàstic i meravellós en què encara hi ha màgia, dracs, espases poderoses i donzelles encantades. La primera temporada equival a la narració de la història de l'Azalea. És una història fosca i seriosa amb una certa tendència a ocórrer en un ambient nocturn. La segona temporada, que porta el distintiu "la Revenja", explica la història de la Ricoris Nielsen. És una història més lluminosa i amb sentit de l'humor. Malgrat això, també té una càrrega emocional que dura fins als últims capítols.
Produïda per l'estudi J.C.Staff i dirigida per Hiroshi Watanabe, la sèrie fou emesa per primera vegada a la cadena de televisió japonesa TBS el 3 d'octubre de 1998 fins al 27 de març de 1999, aconseguint un notable èxit i essent exportada a diferents països. La segona remesa de la sèrie fou emesa pel mateix canal el 2 d'octubre de 1999 fins al 27 de març de 2000.
A Catalunya, la sèrie d'anime fou estrenada el 19 de febrer de 2003 fins a l'1 de maig de 2003 pel canal K3, reemetent-se posteriorment en diverses ocasions.

## Música
Tant la primera temporada com la segona, tenen dos openings i dos endings. Tot i això, la segona té un ending pel capítol final.

### Orphen, el bruixot

#### Openings
| # | Títol en català      | Cantant/Grup | Inici | Final |
| - | -------------------- | ------------ | ----- | ----- |
| 1 | Amor, en el meu amor | Sharan Q     | 1     | 16    |
| 2 | Ets un bruixot?      | Sharan Q     | 17    | 24    |

#### Endings
| # | Títol en català | Cantant/Grup | Inici | Final |
| - | --------------- | ------------ | ----- | ----- |
| 1 | L'últim petó    | Tanpopo      | 1     | 13?   |
| 2 | Què puc fer?    | Yuka         | 14?   | 24    |

### Orphen, el bruixot: la Revenja

#### Openings
| # | Títol en català                | Cantant/Grup         | Inici | Final |
| - | ------------------------------ | -------------------- | ----- | ----- |
| 1 | Aleshores, ens vam fer un petó | 7HOUSE               | 1     | 11    |
| 2 | Surt el sol                    | Taiyou to Cisco Moon | 12    | 23    |

#### Endings
| # | Títol en català                | Cantant/Grup     | Inici | Final |
| - | ------------------------------ | ---------------- | ----- | ----- |
| 1 | T'estimo, sí!                  | Chinatsu Miyoshi | 1     | 11    |
| 2 | El teu dolç gust               | Melon Kinenbi    | 12    | 22    |
| 3 | Aleshores, ens vam fer un petó | 7HOUSE           | /     | 23    |